# Salvatore Mazza
Pour les articles homonymes, voir Mazza.
Salvatore Mazza, né le 19 avril 1819 à Milan et mort le 24 octobre 1886 dans la même ville, est un peintre italien.

## Biographie
Salvatore Mazza naît le 19 avril 1819 à Milan. Il est le frère de Giuseppe, également peintre.
Il obtient son diplôme de droit à l'Université de Pavie en 1840. Il abandonne rapidement la carrière dans l'administration et se consacre  entièrement au dessin et à la peinture, il est peintre paysagiste et animalier.
Il peint des scènes de bataille au palais royal de Milan; et la grande toile du Déluge Universel. Il remporte le prix Mylius à l'Académie de Brera et une médaille à la première exposition nationale de Florence (1861). Il publie des critiques d'art :  Fantasie artistiche letterarie et Gite d'artista e Studio del vero. Il est fait chevalier de l'Ordre de la Couronne d'Italie, et sert comme consigliere à l'Académie Brera. Il est associé honoraire à l'Académie de Mantoue et Urbino.
Il meurt le 24 octobre 1886 dans sa ville natale.

## Œuvres
- Effetto di notte[3].
- Mandria in riposo[3].